# Les Écrits
 (mai 2021).
Publié trois fois par an, Les écrits est une revue littéraire québécoise fondée en 1954.

## Historique
D'abord nommée Écrits du Canada français à sa fondation en 1954, la revue trouve son nom officiel Les écrits en 1995. 
La revue, fondée par plusieurs écrivains dont Jean-Louis Gagnon, est la doyenne des revues littéraires du Québec,,,. 
Elle publie des textes de création (fiction, poésie et essai) d'auteurs majoritairement québécois mais aussi de toute la francophonie. Depuis 2010, le visuel de chacun des numéros est confié à un artiste dont l'approche artistique entre en résonance avec les textes choisis. 
La revue est membre de la Société de développement des périodiques culturels québécois (SODEP) depuis 1999.
Les écrits est également disponible sur la base de données Érudit. 

### Ligne éditoriale
La revue a pour mission de publier des écrivains poètes, romanciers, dramaturges, essayistes de toutes les horizons et de toutes les tendances, provenant autant du Québec et du Canada qu'ailleurs dans la francophonie.

## Direction
- 1954-1982 : Jean-Louis Gagnon
- 1982-1993 : Paul Beaulieu[9]
- 1994-1998 : Jean-Guy Pilon[10]
- 1998-2009 : Naïm Kattan
- 2009-2017 : Pierre Ouellet[11]
- 2017-2020 : Danielle Fournier
- 2020-aujourd'hui : Micheline Cambron[12]

### Contributions
Des auteurs reconnus comme Anne Hébert, Marcel Dubé, André Langevin, Rober Racine, Nicole Brossard, Hélène Dorion, Hervé Bouchard, Jean Désy, Marie-Claire Blais, Yves Thériault, Hector de Saint-Denys Garneau, Hubert Aquin, Roland Giguère et Diane Régimbald figurent dans la liste des contributeurs de la revue,.

## Prix Jacques-Crête
Inauguré en 2022 en hommage au dramaturge trifluvien Jacques Crête, le prix s’engage à récompenser un texte dramatique d’un.e auteur.e qui n’a pas encore publié de théâtre et qui fait preuve d’audace sur les plans de la forme et des enjeux. La personne gagnante se voit attribuer une bourse de 250 $, un accompagnement dramaturgique et une publication dans un numéro de la revue Les écrits.
Le metteur en scène et comédien Jacques Crête fonde l’atelier de recherche théâtrale de l'Eskabel en 1971. Dans la foulée de l’Expo 67 et à l’ère de la lutte identitaire, il interroge la condition humaine dans ses retranchements à travers des textes exigeants de la dramaturgie internationale et québécoise. Son audace formelle et thématique, son sens de la communauté, marquent un tournant dans le paysage théâtral québécois des années 70 et 80. Les productions de l’Eskabel agissent comme de véritables détonateurs, faisant exploser les conventions du théâtre. Des spectacles tels que Fando et Lis de Fernando Arrabal, Mort à Venise de Thomas Mann, La toile d’araignée de Hubert Aquin, L’île de Marie-Claire Blais ou encore India Song de Marguerite Duras laissent une empreinte durable dans l’imaginaire de tout un milieu. 

### Lauréats et lauréates
- 2023 : Raphaël Scali, pour son texte « Chère Jacynthe Chassé »[14]
- 2022 : Camille Gascon, pour son texte « À la lumière de ce que nous avons été »[15]